# Antoni Radziwiłł

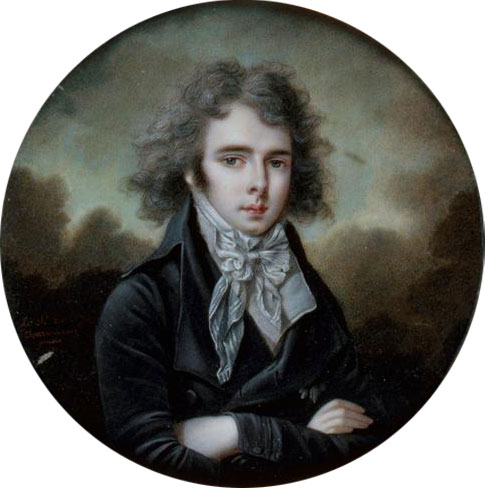
Anton Radzivił (1797)

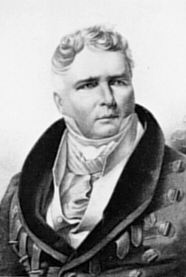
Anton Radizwill, de komponist (1810)

Antoni Henryk vorst Radziwiłł (Duits: Anton Heinrich Radziwill) (Wilna, 13 juni 1775 - Berlijn, 7 april 1833), hertog van Njasvizj en van Olyka, was een Pools-Pruisisch aristocraat, politicus, mecenas en daarnaast componist, cellist en zanger.

## Leven
Antoni Radziwiłł was de tweede zoon van Michał Hieronim Radziwiłł, woiwode van Wilna, en Helena Przeździecka. Hij studeerde sinds 1792 in Göttingen. In 1794 aan het hof van Frederik Willem II genodigd, leerde hij prinses Louise kennen, een nicht van Frederik de Grote. Het paar trouwde op 17 maart 1796.
Radziwiłł ijverde naar het herstel van een koninkrijk Polen op het grondgebied van de provincie Zuid-Pruisen, maar zijn streven naar een nieuwe Poolse staat in personele unie met Pruisen vond bij zijn landgenoten weinig bijval. Concrete Pruisische plannen in deze richting liepen op niets uit door de nederlaag in de Slag bij Jena en Auerstedt (1806). Toen Pruisen op het Congres van Wenen (1815) het Poolse Groothertogdom Posen kreeg toebedeeld, werd Radziwiłł stadhouder van deze provincie. In deze overwegend adviserende functie steunde hij de Poolse zaak zoveel hij kon, maar bereikte hij geen grote veranderingen.
Zijn politieke carrière, al eerder ondermijnd door de vruchteloze onderhandelingen over een huwelijk tussen zijn dochter Elisa en prins Wilhelm van Pruisen, kwam tot een einde in de Novemberopstand van 1830-1831. Hij verloor - mede door de rol die zijn broer Michał Gedeon in de opstand speelde - in 1831 zijn stadhouderspost en werd in 1833 uit de overheidsdienst ontslagen. Hij stierf nog datzelfde jaar.
Bekender dan om zijn weinig succesvolle politieke loopbaan is Radziwiłł als mecenas en (ongeschoold) musicus. Hij onderhield banden met grote kunstenaars als Niccolò Paganini, Johann Wolfgang von Goethe, Frédéric Chopin en Ludwig van Beethoven. Zelf zong hij niet onverdienstelijk, speelde hij goed cello en componeerde hij enkele werken die in vakkringen veel aandacht kregen, met name zijn toneelmuziek op Goethes Faust. Ook schreef hij liederen met piano en cello en met gitaar en cello.

## Huwelijk en kinderen

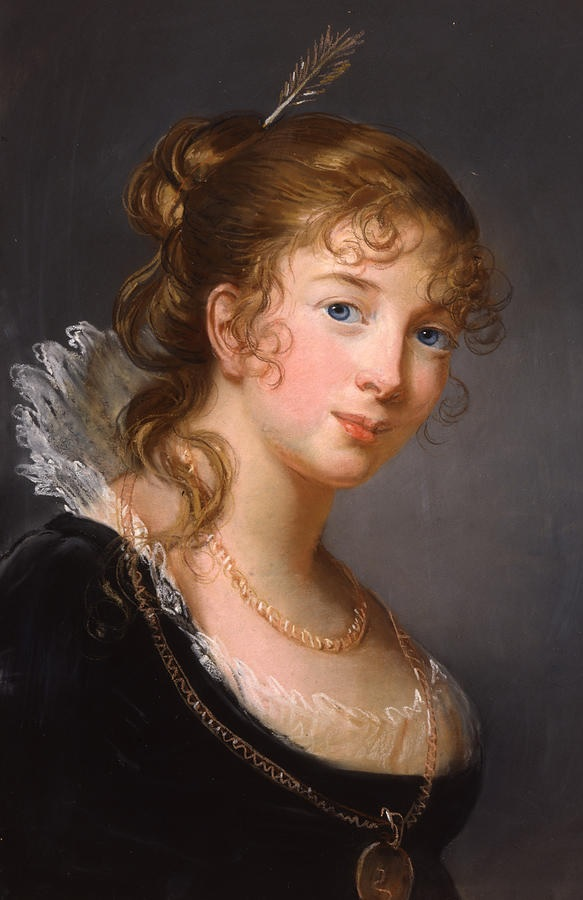
Luise von Preußen

Radziwiłł was sinds 1796 gehuwd met Frederika Dorothea Louise Philippine van Pruisen (1770-1836), een dochter van prins Ferdinand, zoon van Frederik Willem I. Antoni was katholiek, zijn vrouw Luise protestant. Hun zonen werden katholiek gedoopt, hun dochters protestant. Uit het huwelijk werden onder andere de volgende kinderen geboren die allen de erfelijke titel Fürst(in) erfden:
- Wilhelm (1797-1870), Pruisisch generaal en lid van het Herrenhaus
- Louise Wilhelmina Friderica (1797-?), abdis van het stift Elten (1805-1806)
- Ferdinand (Ferdynand) (1798-1827)
- Elisa (Eliza) (1803-1834), geliefde van prins Wilhelm, de latere keizer
- Boguslaw  (1809-1873), Pruisisch majoor en lid van het Herrenhaus
- Wladislaw (Władysław) (1811-1831)
- Wanda (1813-1845), gehuwd met Adam Konstanty Czartoryski

- Bibliothèque nationale de France: cb14802472j (data)
- Gemeinsame Normdatei: 115548149
- International Standard Name Identifier: 0000 0001 0975 3031
- Library of Congress Control Number: nr99013152
- MusicBrainz: b1cf4447-4d41-4e47-ac6f-f4e92436e72e
- Nederlandse Thesaurus van Auteursnamen: 160282217
- RKD-Nederlands Instituut voor Kunstgeschiedenis: 65404
- SNAC: w6sf3qmb
- Union List of Artist Names: 500064984
- Virtual International Authority File: 56878885
- WorldCat: E39PBJth9YFW9y8TPRmcQ6yDbd